# Sébaco
Sébaco är en kommun (municipio) i Nicaragua med 35 321 invånare (2012). Den ligger i den centrala delen av landet, i departementet Matagalpa. Sébaco ligger i Valle de Sébaco, vilket är den bördigaste dalen i Nicaragua. I kommunen odlas det mycket grönsaker, lök och ris, samt linfrön och mexikansk chiasalvia.

## Geografi
Sébaco gränsar till kommunerna  La Trinidad och Jinotega i norr, Matagalpa och Terrabona i öster, Ciudad Darío i söder, samt San Isidro i väster. Den största tätorten i kommunen är centralorten Sébaco med 20 261 invånare (2005). Kommunens näst största ort är Chagüitillo med 2 349 invånare (2005), vilken ligger 2 kilometer norr om centralorten längs vägen till Matagalpa.

## Historia
Sébaco var ett av de många indiansamhällen som redan existerade innan spanjorernas kom till Nicaragua. Spanjorerna erövrade Sébaco 1527 och 1544 var Sébaco en economienda underställd guvernören Rodrigo de Contreras. Sébaco är listad i taxeringslängden från 1581 med 210 invånare i befolkningslängden från 1685 med 89 invånare.
Sébaco upphöjdes 1996 från pueblo till rangen av ciudad (stad). Samma år fick kommunens näst störta ort, Chagüitillo, rangen av villa.

## Natur
Floden Río Grande de Matagalpa rinner genom den södra delen av kommunen från öster till väster, genom kommunens centralort Sébaco.

## Transporter
Den Panamerikanska landsvägen passerar kommunen.

## Religion
Kommunen firar sin festdag den 25 juli till minne av Aposteln Jakob.